# Heliophanus undecimmaculatus
Heliophanus undecimmaculatus är en spindelart som beskrevs av Lodovico di Caporiacco 1941. Heliophanus undecimmaculatus ingår i släktet Heliophanus och familjen hoppspindlar. Inga underarter finns listade i Catalogue of Life.